# Хронологія поширення COVID-19 (лютий 2022)
Стаття описує поширення коронавірусу тяжкого гострого респіраторного синдрому-2, що спричинив спалах коронавірусної хвороби 2019, у лютому 2022 року. Уперше хвороба була зареєстрована в місті Ухань у КНР у грудні 2019 року.

## Хронологія пандемії

### 1 лютого
Щотижневий звіт ВООЗ:
- Канада повідомила про 11076 нових випадків хвороби, загальна кількість випадків зросла до 3066483.[2]
- Малайзія повідомила про 5566 нових випадків хвороби, загальна кількість випадків зросла до 2876324. Зареєстровано 3187 одужань, загальна кількість одужань зросла до 2787187. Повідомлено про 7 нових смертей, кількість померлих зросла до 31985.[3]
- У Новій Зеландії повідомили про 205 нових випадків хвороби, загальна кількість випадків досягла 16620. Зареєстровано 55 одужань, загальна кількість одужань зросла до 14865. Кількість померлих залишилася на рівні 53. Було 1702 активних випадки хвороби (826 на кордоні та 876 з місцевою передачею вірусу).[4]
- Сінгапур повідомив про 6264 нових випадки хвороби, що є найбільшою кількістю випадків за один день з початку пандемії, внаслідок чого загальна кількість випадків досягла 359075. Було повідомлено про 3 нових смерті, кількість померлих зросла до 858.[5]
- Тонга повідомила про 2 позитивних випадки в порту Нукуалофи.[6]
- Україна повідомила про 30768 нових випадків захворювання за добу та 192 нових випадки смерті за добу, загальна кількість зросла до 4095263 і 100395 відповідно; загалом одужало 3631580 хворих.[7]

### 2 лютого
- Канада повідомила про 15088 нових випадків хвороби, загальна кількість хворих зросла до 3081580.[8]
- Німеччина повідомила про 208498 нових випадків хвороби за добу, перевищивши поріг у 10 мільйонів випадків COVID-19, загальна кількість випадків зросла до 10186644.[9]
- Малайзія повідомила про 5736 нових випадків, загальна кількість випадків зросла до 2882060. Було зареєстровано 3196 одужань, загальна кількість одужань зросла до 2790383. Зареєстровано 7 смертей, кількість померлих зросла до 31992 осіб.[10]
- У Новій Зеландії повідомили про 196 нових випадків хвороби, загальна кількість яких досягла 16816. 64 хворих одужали, загальна кількість одужань зросла до 14929. Кількість померлих залишилася на рівні 53. Було 1835 активних випадків хвороби (841 на кордоні та 994 з місцевою передачею вірусу).[11]
- Сінгапур повідомив про 3101 новий випадок хвороби, загальна кількість випадків зросла до 362176. Повідомлено про одну нову смерть, кількість померлих зросла до 859.[12]
- В Іспанії кількість випадків перевищила 10 мільйонів.[13]
- Україна повідомила про 35104 нових випадки хвороби за добу та 204 нових випадки смерті за добу, загальна кількість випадків зросла до 4130277 і 100599 відповідно; загалом одужали 3641474 хворих.[14]
- У Великій Британії кількість випадків перевищило 17 мільйонів.[15]

### 3 лютого
- Канада повідомила про 14208 нових випадків хвороби, загальна кількість випадків зросла до 3095797.[16]
- У Греції кількість випадків COVID-19 перевищила 2 мільйони.[17]
- Ізраїль перевищив поріг у 3 мільйони випадків хвороби.[18]
- Японія повідомила про 96845 нових випадків хвороби за добу, перевищивши поріг у 3 мільйони випадків COVID-19, загальна кількість випадків зросла до 3007476.[19]
- Малайзія повідомила про 5720 нових випадків хвороби, загальна кількість випадків зросла до 2887780. зареєстровано 3968 одужань, загальна кількість одужань зросла до 2794354. Зареєстровано 8 смертей, кількість померлих зросла до 32 тисяч.[20]
- У Мексиці кількість випадків хвороби перевищила 5 мільйонів.[21]
- Нова Зеландія повідомила про 191 новий випадок хвороби, загальна кількість випадків зросла до 17005. Зареєстровано 49 одужань, загальна кількість одужань зросла до 14978. Кількість померлих залишилася на рівні 53. Було 1974 активних випадки хвороби (853 на кордоні та 1121 з місцевою передачею вірусу).[22]
- Польща повідомила про 54477 нових випадків хвороби за добу, перевищивши поріг у 5 мільйонів випадків, загальна кількість випадків зросла до 5035796.[23]
- Сінгапур повідомив про 4297 нових випадків хвороби, загальна кількість випадків зросла до 366473. Повідомлено про одну нову смерть, кількість померлих зросла до 860.[24]
- Україна повідомила про рекордні 39620 нових випадків хвороби за добу та 210 нових смертей за добу, загальна кількість зросла до 4169897 та 100809 відповідно; загалом одужали 3650854 хворі.[25]
- У Сполучених Штатах Америки перевищено поріг відповідно у 76 мільйонів випадків хвороби і 900 тисяч смертей.[26]

### 4 лютого
- Австрія перевищила поріг у 2 мільйони випадків хвороби.[27]
- Бразилія повідомила про 298408 нових випадків хвороби за добу, що є найбільшою кількістю випадків за один день з початку пандемії, внаслідок чого загальна кількість випадків досягла 26399242.[28]
- Канада повідомила про 14426 нових випадків хвороби, загальна кількість випадків зросла до 3110639.[29]
- Франція перевищила поріг у 20 мільйонів випадків хвороби.[30]
- Малайзія повідомила про 7234 нові випадки хвороби, загальна кількість випадків зросла до 2895014. Зареєстровано 5254 одужання, загальна кількість одужань зросла до 2799608. Повідомлено про 11 смертей, кількість померлих зросла до 32011.[31]
- Нова Зеландія повідомила про 273 нових випадки хвороби, загальна кількість випадків зросла до 17278. Зареєстровано 67 одужань, загальна кількість одужань зросла до 15045. Кількість померлих залишилася на рівні 53. Налічувалось 2179 активних випадків хвороби (881 на кордоні та 1298 з місцевою передачею вірусу).[32]
- Сінгапур повідомив про 13208 нових випадків хвороби, що було найбільшою кількістю випадків за один день з початку пандемії, внаслідок чого загальна кількість випадків досягла 379681. Повідомлено про 6 нових смертей, кількість померлих зросла до 866.[33]
- Туреччина повідомила про 111157 нових випадків за добу, що є другим за кількістю випадків показником за один день з початку пандемії, перевищивши 12 мільйонів випадків, загальна кількість випадків зросла до 12051852.[34]
- Україна повідомила про рекордні 43778 нових випадків хвороби за добу та 174 нових випадки смерті за добу, загальна кількість зросла до 4213675 і 100983 відповідно; загалом одужав 3660351 хворий.[35]

### 5 лютого
- Канада повідомила про 7815 нових випадків хвороби, загальна кількість випадків зросла до 3118485.[36]
- Індія перевищила поріг у 42 мільйони випадків COVID-19, а кількість смертей перевищила 500 тисяч.[37]
- Малайзія повідомила про 9117 нових випадків хвороби, внаслідок чого загальна кількість випадків досягла 2904131. Зареєстровано 6546 одужань, загальна кількість одужань зросла до 2806154. Зареєстровано 14 смертей, кількість померлих зросла до 32025.[38]
- У Новій Зеландії повідомили про 269 нових випадків зхвороби, загальна кількість випадків досягла 17546. Зареєстровано 60 одужань, загальна кількість одужань зросла до 15105. Кількість померлих залишилася 53. Налічувалось 2388 активних випадків хвороби (876 на кордоні та 1512 з місцевою передачею вірусу).[39]
- Сінгапур повідомив про 10390 нових випадків хвороби, загальна кількість випадків зросла до 390071. Повідомлено про 2 нові смерті, внаслідок чого кількість померлих зросла до 868.[40]
- Україна повідомила про 42533 нові випадки хвороби за добу та 185 нових смертей за добу, загальна кількість зросла до 4256208 і 101168 відповідно; загалом одужали 3669979 хворих.[41]

### 6 лютого
- Канада повідомила про 6841 новий випадок хвороби, загальна кількість випадків зросла до 3125330.[42]
- Малайзія повідомила про 10089 нових випадків хвороби, загальна кількість випадків зросла до 2914220. Зареєстровано 6460 одужань, загальна кількість одужань зросла до 2812614. Зареєстровано 9 смертей, кількість померлих зросла до 32034.[43]
- Нова Зеландія повідомила про 227 нових випадків хвороби, загальна кількість випадків зросла до 17773. Зареєстровано 96 одужань, загальна кількість одужань зросла до 15201. Кількість померлих залишилася на рівні 53. Налічувалось 2519 активних випадків хвороби (833 на кордоні та 1686 з місцевою передачею вірусу).[44]
- Сінгапур повідомив про 7752 нові випадки хвороби, загальна кількість випадків зросла до 397823. Повідомлено про 3 нових смерті, кількість померлих зросла до 871.[45]
- Південна Корея повідомила про 38670 нових випадків за добу, перевищивши 1 мільйон випадків, загальна кількість випадків зросла до 1009688.[46]
- Україна повідомила про 27851 новий випадок хвороби за добу та 109 нових смертей за добу, загальна кількість зросла до 4 284 059 та 101277 відповідно; загалом одужали 3676068 хворих.[47]

### 7 лютого
- Канада повідомила про 7823 нові випадки хвороби, загальна кількість випадків зросла до 3140273.[48]
- Малайзія повідомила про 11 034 нових випадки, що довело загальну кількість до 2 925 254. Є 6 036 одужань, що доводить загальну кількість одужань до 2 818 650. Зафіксовано дев'ять смертей, що довело кількість загиблих до 32 043 осіб.[49]
- Нова Зеландія повідомила про 215 нових випадків хвороби, загальна кількість випадків зросла до 17988. Зареєстровано 27 одужань, внаслідок чого загальна кількість одужань сягнула 15228. Кількість померлих залишилася на рівні 53. Зареєстровано 2707 активних випадків хвороби (842 на кордоні та 1865 з місцевою передачею вірусу).[50]
- Сінгапур повідомив про 7806 нових випадків хвороби, загальна кількість випадків зросла до 405629. Було повідомлено про 3 нових смерті, кількість померлих зросла до 874.[51]
- Україна повідомила про 23378 нових випадків хвороби за добу та 115 нових смертей за добу, загальна кількість зросла до 4307437 і 101392 відповідно; загалом одужали 3681092 хворі.[52]

### 8 лютого
Щотижневий звіт ВООЗ:
- Канада повідомила про 6886 нових випадків хвороби, загальна кількість випадків зросла до 3148876.[48]
- Малайзія повідомила про 13944 нові випадки хвороби, загальна кількість випадків зросла до 2939198. Зареєстровано 5421 одужання, загальна кількість одужань зросла до 2824071. Повідомлено про 13 смертей, кількість померлих зросла до 32056.[54]
- Нідерланди повідомили про 394575 нових випадків за добу, що є найбільшою кількістю випадків за один день з початку пандемії, перевищивши 5 мільйонів випадків зараження COVID-19, загальна кількість випадків зросла до 5349929.[55]
- Нова Зеландія повідомила про 265 нових випадків хвороби, загальна кількість випадків зросла до 18253. 92 хворі одужали, загальна кількість одужань зросла до 15320. Кількість померлих залишилася на рівні 53. Налічувалось 2880 активних випадків хвороби (832 на кордоні та 2048 з місцевою передачею вірусу).[56]
- Сінгапур повідомив про 13011 нових випадків хвороби, внаслідок чого загальна кількість випадків досягла 418640. Було повідомлено про 3 нових смерті, кількість померлих зросла до 877.[57]
- Україна повідомила про 34353 нові випадки хвороби за добу та 255 нових смертей за добу, загальна кількість зросла до 4341790 та 101647 відповідно; загалом одужали 3696285 хворих.[58]
- У Нью-Йорку виявили перший випадок захворювання білохвостого оленя на варіант Омікрон.[59]

### 9 лютого
- Канада повідомила про 11144 нові випадки хвороби, загальну кількість випадків зросла до 3160015.[60]
- У Малайзії повідомили про 17134 нові випадки хвороби, загальна кількість випадків зросла до 2956332. Зареєстровано 5681 одужання, загальна кількість одужань до 2829752. Зареєстровано 9 смертей, кількість померлих зросла до 32065.[61]
- Нова Зеландія повідомила про 250 нових випадків хвороби, загальна кількість випадків зросла до 18503. Зареєстровано 95 одужань, загальна кількість одужань зросла до 15415. Кількість померлих залишилася на рівні 53. Налічувалось 3035 активних випадків хвороби (826 на кордоні та 2209 з місцевою передачею вірусу).[62]
- Сінгапур повідомив про 10314 нових випадків хвороби, внаслідок чого загальна кількість випадків досягла 428954. Було повідомлено про 4 нові смерті, кількість померлих зросла до 881.[63]
- Україна повідомила про 38257 нових випадків хвороби за добу та 240 нових смертей за добу, загальна кількість зросла до 4380047 і 101887 відповідно; загалом одужали 3713348 хворих.[64]
- У Великій Британії кількість випадків хвороби перевищила 18 мільйонів.[15]
- За даними Університету Джонса Гопкінса, загальна кількість випадків COVID-19 у світі перевищила 400 мільйонів.[65]

### 10 лютого
- Бразилія перевищила поріг у 27 мільйонів випадків COVID-19.[66]
- Канада повідомила про 10637 нових випадків хвороби, загальна кількість випадків зросла до 3170647.[67]
- Малайзія повідомила про 19090 випадків хвороби, загальна кількість випадків зросла до 2975422. Зареєстровано 5712 одужань, загальна кількість одужань зросла до 2835464. Зареєстровано 10 смертей, кількість померлих зросла до 32075.[68]
- У Новій Зеландії повідомили про 336 нових випадків хвороби, загальна кількість випадків досягла 18837. Зареєстровано 84 одужання, загальна кількість одужань зросла до 15499. Кількість померлих залишилася на рівні 53. Налічувалось 3295 активних випадків хвороби (815 на кордоні та 2470 з місцевою передачею вірусу).[69]
- У Сінгапурі повідомили про 10686 нових випадків хвороби, загальна кількість випадків зросла до 439640. Повідомлено про одну нову смерть, кількість померлих зросла до 882.[70]
- Україна повідомила про 41694 нові випадки за добу та 280 нових смертей за добу, загальна кількість зросла до 4421741 та 102167 відповідно; загалом одужали 3729976 хворих.[71]
- Принц Уельський Чарльз вдруге отримав позитивний результат тестування на COVID-19, і пішов в ізоляцію.[72]

### 11 лютого
- Канада повідомила про 10406 нових випадків хвороби, загальна кількість випадків зросла до 3181044.[73]
- Німеччина повідомила про 240172 нові випадки хвороби за добу, перевищивши кількість 12 мільйонів випадків COVID-19, загальна кількість випадків зросла до 12010712.[74]
- Японія повідомила про 98370 нових випадків хвороби за добу, що стало третім найбільшим показником захворюваності з початку пандемії, загальна кількість випадків зросла до 3764458.
- Малайзія повідомила про 20939 нових випадків хвороби, загальна кількість випадків зросла до 2996361. Зареєстровано 5807 одужань, загальна кількість одужань зросла до 2841271. Зареєстровано 24 смерті, кількість померлих зросла до 32099.[75]
- У Новій Зеландії повідомили про 478 нових випадків зхвороби, загальна кількість випадків досягла 19313. Зареєстровано 101 одужання, загальна кількість одужань зросла до 15600. Кількість померлих залишилася на рівні 53. Налічувалось 3660 активних випадків хвороби (786 на кордоні та 2874 з місцевою передачею вірусу).[76]
- У Португалії кількість випадків COVID-19 перевищила 3 мільйони.[77]
- Сінгапур повідомив про 9930 нових випадків хвороби, загальна кількість випадків зросла до 449570. Було повідомлено про 3 нових смерті, кількість померлих зросла до 885.[78]
- Україна повідомила про 41229 нових випадків хвороби за добу та 236 нових смертей за добу, загальна кількість зросла до 4462970 та 102403 відповідно; загалом одужали 3750826 хворих.[79]

### 12 лютого
- Канада повідомила про 6142 нові випадки хвороби, загальна кількість випадків зросла до 3187186.[80]
- У Новій Зеландії повідомили про 466 нових випадків хвороби, загальна кількість випадків досягла 19777. Зареєстровано 65 одужань, загальна кількість одужань зросла до 15665. Кількість померлих залишилася на рівні 53. Налічувались 4059 активних випадків хвороби (756 на кордоні та 3303 з місцевою передачею вірусу).[81]
- Сінгапур повідомив про 10505 нових випадків хвороби, внаслідок чого загальна кількість випадків досягла 460075. Повідомлено про 8 нових смертей, кількість померлих зросла до 893.[82]
- Україна повідомила про 38212 нових випадків хвороби за добу та 265 нових смертей за добу, загальна кількість зросла до 4501182 та 102668 відповідно; загалом одужали 3770769 хворих.[83]

### 13 лютого
- Канада повідомила про 4401 новий випадок хвороби, загальна кількість випадків зросла до 3191587.[84]
- Канадська провінція Онтаріо повідомила про 2265 нових випадків хвороби, що стало найнижчою кількістю випадків за день з 8 лютого 2022 року.[85][86][87]
- У канадській провінції Квебек повідомили про 1870 нових випадків хвороби.[88]
- Малайзія повідомила про 21072 випадки хвороби, загальна кількість випадків зросла до 3040235. Зареєстровано 5274 одужання, загальна кількість одужань зросла до 2852437. Зареєстровано 11 смертей, кількість померлих зросла до 32125.[89]
- Нова Зеландія повідомила про 835 нових випадків хвороби (810 з місцевою передачею вірусу та 25 на кордоні), загальна кількість випадків зросла до 20228.[90][91]
- Росія повідомила про 197949 нових випадків хвороби за добу, перевищивши показник у 14 мільйонів випадків COVID-19, загальна кількість випадків зросла до 14133509.[92]
- Сінгапур повідомив про 9420 нових випадків хвороби, загальна кількість випадків зросла до 469495. Було повідомлено про 4 нові смерті, кількість померлих зросла до 897.[93]
- Україна повідомила про 24518 нових випадків хвороби за добу та 140 нових смертей за добу, загальна кількість зросла до 4525700 і 102808 відповідно; загалом одужали 3779057 хворих.[94]

### 14 лютого
- Канада повідомила про 5911 нових випадків хвороби, загальна кількість випадків зросла до 3204250.[95]
- Малайзія повідомила про 21315 нових випадків хвороби, загальна кількість випадків зросла до 3061550. Зареєстровано 8517 одужань, загальна кількість одужань зросла до 2860954. Зареєстровано 24 смерті, кількість померлих зросла до 32149.[96]
- Нова Зеландія повідомила про 1796 нових випадків хвороби, загальна кількість випадків зросла до 21573. 199 хворих одужали, загальна кількість одужань зросла до 15864. Кількість померлих залишилася на рівні 53. Налічувалось 5696 активних випадків хвороби (696 на кордоні та 4690 з місцевою передачею вірусу).[97]
- Сінгапур повідомив про 9082 нові випадки хвороби, загальна кількість випадків зросла до 478577. Було повідомлено про 9 нових смертей, кількість померлих зросла до 906.[98]
- Україна повідомила про 16993 нові випадки хвороби за добу та 142 нові смерті за добу, загальна кількість зросла до 4542693 і 102950 відповідно; загалом одужали 3788395 хворих.[99]

### 15 лютого
Щотижневий звіт ВООЗ:
- Канада повідомила про 6262 нові випадки хвороби, загальна кількість зросла до 3210715.[101]
- Японія повідомила про 84220 нових випадків зараження за добу, перевищивши 4 мільйони випадків зараження COVID-19, загальна кількість випадків зросла до 4055675.[102]
- У Малайзії повідомили про 22133 нові випадки хвороби, загальна кількість випадків зросла до 3063203. Зареєстровано 7584 нові одужання, загальна кількість випадків зросла до 2868538. Зареєстровано 31 смерть, кількість померлих зросла до 32180.[103]
- Нова Зеландія повідомила про 763 нові випадки хвороби, загальна кількість випадків зросла до 22328. Повідомлено про 102 одужання, загальна кількість одужань зросла до 15966. Кількість померлих залишилася на рівні 53. Налічувались 6309 активних випадків (673 на кордоні та 5636 з місцевою передачею вірусу).[104]
- Сінгапур повідомив про 19420 нових випадків хвороби, що стало найбільшою кількістю випадків за один день з початку пандемії, внаслідок чого загальна кількість випадків досягла 497997. Повідомлено про 7 нових смертей, кількість померлих зросла до 913.[105]
- Туреччина повідомила про 94730 нових випадків хвороби на день, перевищивши 13 мільйонів випадків інфікування COVID-19, загальна кількість випадків зросла до 13079683.[106]
- Україна повідомила про 29724 нові випадки хвороби за добу та 305 нових смертей за добу, загальна кількість зросла до 4572417 і 103255 відповідно; загалом одужали 3811630 хворих.[107]

### 16 лютого
- Канада повідомила про 8030 нових випадків хвороби, загальна кількість випадків зросла до 3218731.[108]
- Малайзія повідомила про 27831 новий випадок хвороби, загальна кількість випадків зросла до 3111514. Зареєстровано 7912 одужань, загальна кількість одужань зросла до 2876450. Зареєстровано 21 смерть, кількість померлих зросла до 32180.[109]
- Нова Зеландія повідомила про 1203 нові випадки хвороби, загальна кількість випадків зросла до 23509. Зареєстровано 125 одужань, внаслідок чого загальна кількість одужань становила 16091. Кількість померлих залишилася на рівні 53. Налічувалось 7365 активних випадків хвороби (644 на кордоні та 6721 з місцевою передачею вірусу).[110]
- Сінгапур повідомив про 16883 нові випадки хвороби, загальна кількість випадків зросла до 514880. Повідомлено про 13 нових смертей, кількість померлих зросла до 926.[111]
- Україна повідомила про 31513 нових випадків хвороби за добу та 310 нових смертей за добу, загальна кількість зросла до 4603930 і 103565 відповідно; загалом одужали 3839314 хворі.[112]

### 17 лютого
- Канада повідомила про 9357 нових випадків хвороби, загальна кількість випадків зросла до 3227412.[113]
- Німеччина повідомила про 235626 нових випадків хвороби за добу, перевищивши 13 мільйонів випадків зараження COVID-19, загальна кількість випадків зросла до 13035941.[114]
- Індонезія повідомила про 63956 нових випадків хвороби за добу, перевищивши 5 мільйонів випадків зараження COVID-19, загальна кількість випадків зросла до 5030002.[115]
- Малайзія повідомила про 26701 новий випадок хвороби, загальна кількість випадок зросла до 3138215. Зареєстровано 11744 нові одужання, загальна кількість одужань зросла до 2888194. Зареєстровано 39 нових смертей, загальна кількість смертей зросла до 32239.[116]
- Нова Зеландія повідомила про 1588 нових випадків, загальна кількість випадків зросла до 25050. Зареєстровано 172 одужання, загальна кількість одужань зросла до 16263. Кількість померлих залишилися на рівні 53. Налічувалось 8734 активні випадки хвороби (587 на кордоні та 8147 з місцевою передачею вірусу).[117]
- Сінгапур повідомив про 18545 нових випадків хвороби, внаслідок чого загальна кількість випадків досягла 533425. Повідомлено про 4 нові смерті, кількість померлих зросла до 930.[118]
- Україна повідомила про 33330 нових випадків хвороби за добу та 259 нових смертей за добу, загальна кількість зросла до 4637260 і 103824 відповідно; загалом одужали 3866755 хворих.[119]

### 18 лютого
- Канада повідомила про 7027 нових випадків хвороби, загальна кількість випадків зросла до 3234310.[120]
- Малайзія повідомила про 27808 нових випадків хвороби, загальна кількість випадків зросла до 3166023. Зареєстровано 12488 нових одужань, загальна кількість одужань зросла до 2900682. Зареєстровано 36 смертей, кількість померлих зросла до 32726.[121]
- Нова Зеландія повідомила про 1947 нових випадків хвороби, загальна кількість випадків зросла до 26935. Зареєстровано 207 нових одужань, загальна кількість одужань зросла до 16470. Кількість померлих залишилася на рівні 53. Налічувалось 10412 активних випадків хвороби (538 на кордоні та 9874 з місцевою передачею вірусу).[122]
- Росія повідомила про 180071 новий випадок хвороби за добу, перевищивши 15 мільйонів випадків, загальна кількість випадків зросла до 15020573.[123]
- У Сінгапурі повідомили про 18094 нові випадки хвороби, загальна кількість випадків зросла до 551519. Повідомлено про 7 нових смертей, кількість померлих зросла до 937.[124]
- Україна повідомила про 34938 нових випадків хвороби за добу та 282 нові смерті за добу, загальна кількість зросла до 4672198 і 104106 відповідно; загалом одужали 3896009 хворих.[125]

### 19 лютого
- Канада повідомила про 4180 нових випадків хвороби, внаслідок чого загальна кількість випадків досягла 3238490.[126]
- Малайзія повідомила про 28825 нових випадків хвороби, загальна кількість випадків зросла до 3194848. Зареєстровано 18514 нових одужань, загальна кількість одужань зросла до 2919196. Зареєстровано 34 нових смерті, кількість померлих зросла до 32310.[127]
- Нова Зеландія повідомила про 1915 випадків хвороби, загальна кількість випадків зросла до 28751. Зареєстровано 136 випадків одужання, в результаті чого загальна кількість одужань досягла 16606. Кількість померлих залишилася на рівні 53. На кордоні було зареєстровано 12092 випадки хвороби (491 на кордоні та 11601 з місцевою передачею вірусу).[128]
- Сінгапур повідомив про 15836 нових випадків хвороби, загальна кількість до 567355. Повідомлено про 4 нові смерті, кількість померлих зросла до 941..[129]
- Україна повідомила про 31125 нових випадків хвороби за добу та 260 нових смертей за добу, загальна кількість зросла до 4703323 та 104366 відповідно; загалом одужали 3926496 хворих.[130]
- У Сполучених Штатах Америки кількість випадків хвороби перевищила 80 мільйонів.[131]

### 20 лютого
- Канада повідомила про 3377 нових випадків хвороби, внаслідок чого загальна кількість випадків досягла 3241867.[132]
- У Малайзії повідомили про 26832 нові випадки хвороби, загальна кількість випадків зросла до 3221680. Зареєстровано 18459 нових одужань, загальна кількість одужань зросла до 2937655. Зареєстровано 37 нових смертей, кількість померлих зросла до 32347.[133]
- Нова Зеландія повідомила про 2539 нових випадків хвороби, загальна кількість випадків зросла до 31087. Зареєстровано 169 одужань, внаслідок чого загальна кількість одужань 16775. Кількість померлих залишилася на рівні 53. Налічувались 14259 активних випадків хвороби (474 на кордоні та 13785 з місцевою передачею вірусу).[134]
- Сінгапур повідомив про 15283 нові випадки хвороби, загальна кількість випадків зросла до 582638. Повідомлено про 4 нові смерті, кількість померлих зросла до 945.[135]
- Україна повідомила про 17448 нових випадків хвороби за добу та 152 нові смерті за добу, загальна кількість зросла до 4 720 771 та 104518 відповідно; загалом одужали 3938459 хворих.[136]

### 21 лютого
- Канада повідомила про 1654 нові випадки хвороби, внаслідок чого кількість випадків зросла до 3243951.[137]
- Малайзія повідомила про 25099 нових випадків хвороби, загальна кількість випадків зросла до 3246779. Зареєстровано 17749 нових одужань, загальна кількість одужань зросла до 2955404. Зареєстровано 43 нових смерті, кількість померлих зросла до 32390.[138]
- Нова Зеландія повідомила про 2377 нових випадків хвороби, загальна кількість випадків зросла до 33317. Зареєстровано 118 одужань, загальна кількість одужань зросла до 16893. Кількість померлих залишилася на рівні 53. Налічувався 16371 активний випадок хвороби (443 на кордоні та 15928 з місцевою передачею вірусу).[139]
- Сінгапур повідомив про 13623 нові випадки хвороби, загальна кількість випадків зросла до 596261. Повідомлено про 7 нових смертей, кількість померлих зросла до 952.[140]
- Південна Корея повідомила про 95362 нові випадки хвороби за добу, перевищивши 2 мільйони випадків загалом, загальна кількість випадків зросла до 2058184.[141]
- Україна повідомила про 13562 нові випадки хвороби за добу та 127 нових смертей за добу, загальна кількість зросла до 4734333 та 104645 відповідно; загалом одужали 3952363 хворі.[142]

### 22 лютого
Щотижневий звіт ВООЗ:
- Канада повідомила про 5364 нові випадки хвороби, загальна кількості випадків зросла до 3254597.[144]
- Малайзія повідомила про 27179 нових випадків хвороби, загальна кількість випадків зросла до 3273958. Зареєстровано 19037 нових одужань, загальна кількість одужань зросла до 2974441. Зареєстровано 43 нові смерті, кількість померлих зросла до 32433.[145]
- Нова Зеландія повідомила про 2860 нових випадків хвороби, загальна кількість випадків зросла до 36162. Зареєстровано 187 одужань, загальна кількість одужань зросла до 17080. Повідомлено про 3 смерті, внаслідок чого кількість померлих зросла до 56. Налічувалось 19026 активних випадків хвороби (401 на кордоні та 18625 з місцевою передачею вірусу).[146]
- Сінгапур повідомив про 26032 нові випадки хвороби, що стало найбільшою кількістю випадків за один день з початку пандемії, внаслідок чого загальна кількість випадків досягла 622293. Повідомлено про 4 нові смерті, кількість померлих зросла до 956.[147]
- Україна повідомила про 24440 нових випадків хвороби за добу та 287 нових смертей за добу, загальна кількість зросла до 4758773 та 104932 відповідно; загалом одужав 3985601 хворий.[148]

### 23 лютого
- В Австралії кількість смертей від COVID-19 перевищила 5 тисяч.[149]
- Канада повідомила про 6354 нові випадки хвороби, загальна кількість випадків зросла до 3262061.[150]
- Малайзія повідомила про 31199 нових випадків хвороби, загальна кількість випадків зросла до 3305157. Зареєстровано 20399 нових одужань, внаслідок чого загальна кількість одужань зросла до 2994840. Зареєстровано 55 нових смертей, кількість померлих зросла до 32488.[151]
- Нова Зеландія повідомила про 3305 нових випадків хвороби, загальна кількість зросла до 39345 випадків. 187 хворих одужали, загальна кількість одужань досягла 17267. Кількість померлих залишилася на рівні 53. Налічувалось 22022 активні випадки хвороби (374 на кордоні та 21648 з місцевою передачею вірусу).[152]
- Сінгапур повідомив про 20312 нових випадків хвороби, внаслідок чого загальна кількість випадків досягла 642605. Повідомлено про 7 нових смертей, кількість померлих зросла до 963.[153]
- Україна повідомила про 25062 нові випадки хвороби за добу та 297 нових смертей за добу, загальна кількість зросла до 4783835 та 105229 відповідно; загалом одужали 4023033 хворих.[154]

### 24 лютого
- Канада повідомила про 7639 нових випадків хвороби, внаслідок чого загальна кількість випадків досягла 3269696.[155]
- Малайзія повідомила про 32070 нових випадків хвороби, загальна кількість випадків зросла до 3337227. Зареєстровано 23332 одужання, загальна кількість одужань зросла до 3018172. Зареєстровано 46 нових смертей, кількість померлих зросла до 32534.[156]
- Нова Зеландія повідомила про 6145 випадків хвороби, загальна кількість випадків зросла до 45473. Зареєстровано 201 одужання, загальна кількість одужань зросла до 17648. Кількість померлих залишилася на рівні 56. Налічувалось 27949 активних випадків хвороби (338 на кордоні та 27611 з місцевою передачею вірусу).[157]
- Сінгапур повідомив про 18593 нові випадки хвороби, загальна кількість зросла до 661198. Повідомлено про 12 нових смертей, кількість померлих зросла до 975.[158]
- Україна повідомила про 25789 нових випадків хвороби за добу та 276 нових смертей за добу, загальна кількість зросла до 4809624 та 105505 відповідно; загалом одужали 4058020 хворих.[159]
- У В'єтнамі за день зареєстровано 69128 нових випадків COVID-19, перевищивши 3 мільйони випадків COVID-19 загалом, загальна кількість випадків зросла до 3034190.[160]

### 25 лютого
- Канада повідомила про 6536 нових випадків хвороби, загальна кількість зросла до 3277182.[161]
- Малайзія повідомила про 30644 нові випадки хвороби, загальна кількість випадків зросла до 3367871. Зареєстровано 22678 нових одужань, загальна кількість одужань зросла до 3040850. Зареєстровано 57 нових смертей, кількість померлих зросла до 32591.[162]
- Нова Зеландія повідомила про 12030 нових випадків хвороби, загальна кількість випадків зросла до 57497. Зареєстровано 253 одужання, загальна кількість одужань зросла до 17721. Кількість померлих залишилася на рівні 56. Налічувалось 39720 активних випадків хвороби (325 на кордоні та 39395 з місцевою передачею вірусу).[163]
- Сінгапур повідомив про 18597 нових випадків хвороби, внаслідок чого загальна кількість випадків досягла 679795. Повідомлено про 11 нових смертей, кількість померлих зросла до 986.[164]

### 26 лютого
- Канада повідомила про 3513 нових випадків хвороби, загальна кількість випадків зросла до 3280695.[165]
- Малайзія повідомила про 27299 нових випадків хвороби, внаслідок чого загальна кількість випадків зросла до 3395170. Зареєстровано 22710 нових одужань, загальна кількість одужань зросла до 3063560. Зареєстровано 43 нових смерті, кількість померлих зросла до 32634.[166]
- Нова Зеландія повідомила про 13612 нових випадків хвороби, загальна кількість випадків зросла до 71122. 226 хворих одужали, загальна кількість одужань зросла до 17947. Кількість померлих залишилася на рівні 56. Налічувалось 53119 активних випадків хвороби (311 на кордоні та 52808 з місцевою передачею вірусу).[167]
- Сінгапур повідомив про 16857 нових випадків хвороби, внаслідок чого загальна кількість випадків досягла 696652. Повідомлено про 13 нових смертей, кількість померлих зросла до 999.[168]

### 27 лютого
- Канада повідомила про 3037 нових випадків хвороби, внаслідок чого загальна кількість випадків досягла 3283732.[169]
- Малайзія повідомила про 24466 нових випадків хвороби, загальна кількість випадків зросла до 3419636. Зареєстровано 22710 нових одужань, загальна кількість одужань зросла до 3086270. Зареєстровано 40 нових смертей, кількість померлих зросла до 32674.[170]
- Нова Зеландія повідомила про 14892 нові випадки хвороби, загальна кількість випадків зросла до 86138. Повідомлено про 167 одужань, загальна кількість одужань зросла до 18114. Кількість померлих залишилася на рівні 56. Налічувались 67968 активних випадків хвороби (336 на кордоні та 67631 з місцевою передачею вірусу).[171]
- Сінгапур повідомив про 14228 нових випадків хвороби, загальна кількість випадків зросла до 710880. Повідомлено про 8 нових смертей, кількість померлих зросла до 1007.[172]
- Туреччина повідомила про 49792 нові випадки хвороби за добу, перевищивши 14 мільйонів випадків хвороби з початку пандемії, загальна кількість випадків зросла до 14025181.[173]

### 28 лютого
- Канада повідомила про 5925 нових випадків хвороби, загальна кількість випадків зросла до 3292980.[174]
- Малайзія повідомила про 23100 нових випадків хвороби, загальна кількість випадків зросла до 3442736. Зареєстровано 30624 нових одужань, загальна кількість одужань зросла до 3116564. Зареєстровано 75 нових смертей, кількість померлих зросла до 32749.[175]
- У Новій Зеландії повідомили про 14657 нових випадків хвороби, загальна кількість випадків досягла 100821. 218 хворих одужали, внаслідок чого загальна кількість одужань досягла 18332. Кількість померлих залишилася на рівні 56. Налічувались 82433 активні випадки хвороби (327 на кордоні та 82105 з місцевою передачею вірусу).[176]
- Сінгапур повідомив про 13544 нові випадки хвороби, загальна кількість випадків зросла до 724424. Повідомлено про 12 нових смертей, кількість померлих зросла до 1019.[177]
- Південна Корея повідомила про 139626 нових випадків за день, перевищивши 3 мільйони випадків загалом з початку пандемії, загальна кількість випадків зросла до 3134456.[178]

## Резюме
Станом на кінець лютого 2022 року лише такі країни та території не повідомляли про випадки зараження SARS-CoV-2:
Азія
- Кокосові острови
- Острів Різдва
- Північна Корея
- Туркменістан

Океанія
- Науру
- Ніуе
- Піткерн
- Токелау
- Тувалу